# Junebug
Junebug är en amerikansk dramakomedi från 2005 i regi av Phil Morrison. Manuset är skrivet av Angus MacLachlan och i rollerna finns bland andra Amy Adams, Alessandro Nivola, Embeth Davidtz och Benjamin McKenzie. Yo La Tengo stod för delar av soundtracket.
Vid Oscarsgalan 2006 nominerades Amy Adams till en Oscar för Bästa kvinnliga biroll.

## Rollista
- Amy Adams – Ashley Johnsten
- Embeth Davidtz – Madeleine Johnsten
- Celia Weston – Peg Johnsten
- Benjamin McKenzie – Johnny Johnsten
- Alessandro Nivola – George Johnsten
- Scott Wilson – Eugene Johnsten